# 艾伦·C·斯普拉德林
艾伦·C·斯普拉德林（英語：Allan C. Spradling，1949年—）是一位美国遗传学家，卡内基科学研究所和霍华德·休斯医学研究所研究员，专攻模式生物黑腹果蝇卵子的发育，2007年任美国遗传学学会会长，2016年当选美國哲學會会士。